# Сыромятникова, Ирина Сергеевна
Сыромя́тникова Ири́на Серге́евна (1933, Москва) — театральный деятель, художник-гримёр, историк моды по прическам и гриму, педагог ВТУ им.Щепкина и МТХТУ, искусствовед, журналист, Заслуженный работник культуры РФ, Ветеран труда.

## Деятельность
Сыромятникова Ирина выпускница художественно-гримёрного отделения ТХТУ (Театральное художественно-техническое училище), ГИТИСа им. А. В Луначарского (факультет театроведения).
Работала в гримерном цеху Московского академического театра Сатиры, затем в ТХТУ, преподавала такие предметы как «Грим», «Историю прически» и «Театральный постиж».
Также преподавала «Искусство грима» в Высшем театральном училище имени М. С. Щепкина с 1983 по 2011 гг.
Искусствовед, журналист, имеет многочисленные публикации в журналах, выпущено более 12 книг по гриму, макияжу и прическе: «История прически», «Парикмахерское искусство», «Развитие парикмахерского искусства», «Искусство грима» и др.
Была внештатным автором в журналах: «Театральная жизнь»,  «Клуб и художественная самодеятельность», «POLORES», «Техника и технологии сцены» и др. Заслуженный работник культуры РФ. Отличник культуры СССР. Ветеран труда, имеет правительственные награды, почетные Грамоты. Во время работы, активно участвовала в общественной жизни: проводила показы, встречи с работниками театра и кино, выставках. Выпускники Ирины Сергеевны работают в театрах России и за рубежом.

### Изданные книги
- 1983 г. «История причёски»
- 1991 г. «Технология грима. Практическое пособие»
- 1992 г. «Искусство грима»
- 2000 г. «Модные причёски»
- 2000 г. «Секреты макияжа»
- 2000 г. «Искусство грима и причёски»
- 2000 г.«Секреты красоты»
- 2004 г. «Искусство грима и макияжа»
- 2007 г. «История красоты и стиля»
- 2010 г. «Парикмахерское искусство»
- 2011 г. «Иллюстрированная история моды и стиля»

## Звания и награды
- Заслуженный работник культуры Российской Федерации
- Отличник культуры СССР (1988 г.)
- Медаль «За трудовое отличие»
- Ветеран труда